# Tania León
Tania León (l'Havana, 14 de maig de 1943) és una directora d'orquestra i compositora cubana. També és educadora i assessora d'organitzacions artístiques.

## Biografia
Justina Tania León és filla d'Oscar León i Daura Ferrán. Descendeix de francesos, espanyols, xinesos, africans i cubans. Encoratjada pels seus avis, quan tenia 4 anys d'edat va començar a fer classes de piano en el conservatori privat Peyrellade, a l'Havana.
| «            | El meu avi em va comprar un piano de veritat quan jo tenia cinc anys. S'ha d'estar boig per fer una cosa així. | » |
| — Tania León | |   |

El 1961 va obtenir un títol de professora de teoria i solfeig en aquesta escola. El 1963 ―als vint anys d'edat― va obtenir el títol de professora de piano. Va continuar estudiant composició en el Conservatori Nacional de Cuba, a l'Havana, on l'any següent, el 1964, va obtenir una llicenciatura en educació musical. Per si la seva carrera musical no fructificava, els seus pares la van convèncer d'estudiar comptabilitat i administració d'empreses a la gratuïta Universitat de l'Havana, on va obtenir un títol a l'any següent (1965).
El 1967 va decidir anar-se'n de Cuba per a estudiar. La seva àvia ―que havia estat la principal promotora dels seus inicis en la música―, li va demanar que es quedés:
| «            | Li vaig dir que tingués fe, que tornaria com a música. Mai he oblidat aquesta conversa. | » |
| — Tania León |                                                                                         |   |

A pesar que volia viatjar a París, aquest any, el 1967, va obtenir un passatge gratuït amb avió fins a Miami, en els Vols de la Llibertat. Després que Tania León hagués sortit de Cuba, mai més va tornar a veure a la seva àvia, que va morir quatre anys més tard. León ha viatjat a l'illa al llarg dels anys per a visitar la seva mare, Daura Ferrán.
Es va instal·lar a Nova York, on va obtenir una beca per a estudiar a la Universitat de Nova York. Va obtenir un títol BS (el 1971), llicenciatura en Educació Musical (el 1973), i màster en Composició (en 1975).
Va estudiar composició amb Úrsula Mamlok (1928-), direcció d'orquestra amb Laszlo Halasz i Vincent La Selva. El 1978 va fer un curs de direcció d'orquestraan Tanglewood (Massachusetts) amb Leonard Bernstein (1918-1990) i Seiji Ozawa (1935-).

## Carrera
Mentre estudiava composició, va estudiar també trombó i fagot, i va continuar actuant com a pianista. Els anys 1967 i 1968 va tocar amb la Nova York College Music Orchestra, el 1969 amb l'Orquestra de la Universitat de Nova York, i el 1973 amb l'Orquestra Simfònica de Búfalo. Malgrat aquest èxit immediat com a pianista de concert, León va sentir que el seu temps estava monopolitzat per les moltes hores que dedicava a la pràctica del seu instrument. Això la va portar a reorientar la seva carrera, d'intèrpret a directora d'orquestra.
| «            | Si hagués continuat amb el piano, no hauria pogut aplicar el temps de manera tan efectiva com l'estic fent servir ara. Hauria d'haver dedicat hores i hores practicant, fins a estar segura que la meva tècnica fos impecable. Tot i això, tècnicament encara puc asseure'm i tocar... | » |
| — Tania León | |   |

El 1969, per invitació del ballarí Arthur Mitchell (1934-), Tania León es va convertir en membre fundadora i primera directora musical del Teatre de Dansa Arthur Mitchell a Harlem, on va establir el seu departament de música, la seva escola de música i la seva orquestra. Les seves composicions de ballet per a aquesta companyia inclouen Haiku (1973), Dougla (amb Geoffrey Holder, 1974) i Belé (amb Geoffrey Holder, 1981).
El 1978, per invitació de Lukas Foss, de qui va ser directora assistent, va fundar juntament amb els compositors Julius Eastman i Talib Hakim la Brooklyn Philharmonic Community Concert Sèries.
En els anys vuitanta va ser directora musical de l'Alvin Ailey Dance Company. El 1985 va ser compositora resident en el Lincoln Center Institute. Aquests anys va començar a ensenyar en el Conservatori de Música del Brooklyn College, un dels majors col·legis de la CUNY (Universitat de la Ciutat de Nova York). León treballa també a la facultat de Centre de Graduats del CUNY, a Manhattan (Nova York). El 1986 va ser directora musical i directora d'orquestra de la sèrie de música contemporània del Whitney Museum. El 1987 va ser nomenada directora artística del Composers Fòrum Inc. de Nova York.
Drummin’, una obra transcultural per a percussionistes indígenes i orquestra, va ser encarregada i estrenada el 1997 pel Miami Light Project i la New World Symphony Orchestra.
En 1994, mentre era assessora artística de música llatinoamericana de la ACO (Orquestra de Compositors Estatunidencs), va cofundar amb Dennis Rusell Davies els festivals «Sonidos de las Américas». Entre 1993 i 1997 va ser assessora de nova música per a Kurt Masur i l'Orquestra Filharmònica de Nova York. També va exercir com a assessora sobre música llatinoamericana de la American Composers Orchestra fins a l'any 2001. Al març de 2001, la American Composers Orchestra va estrenar en el Carnegie Hall la seva obra orquestral Des de...
Ha estat directora convidada de moltes orquestres arreu del món:
- la American Composers Orchestra Chamber Ensemble
- la Beethovenhalle Orchestra (Orquestra simfònica de la sala Ludwig van Beethoven), de Bonn (Alemanya),
- l'Filharmònica de Nova York.
- la Gewandhaus de Leipzig (Alemanya),
- la Metropolitan Opera
- la National Symphony Orchestra of South Africa (Orquestra Simfònica Nacional de Sud-àfrica), a Johannesburg,
- la Netherlands Winds Ensemble
- la New World Symphony (‘orquestra de la simfonia del Nou Món’).
- la Nova York Philarmony Orchestra
- l'Opera Orchestra of Johannesburg
- la Orchester-Akademie d'Hamburg, Alemanya
- l'Orquestra Santa Cecilia, a Roma,
- l'Orquestra Simfònica d'El Salvador
- L'Orchestre de la Suisse Romande[9]
- el Netherlands Wind Ensemble, a Holanda

Ha estat compositora resident en diversos centres, entre altres:
- National Black Music Festival
- Centre Bellagio (Itàlia).
- Hamburg Musikschule
- The New School (Nova York).
- Scripps College (Clerenmont, Califòrnia).
- Fromm Residency (Roma).
- Atlantic Center for the Arts (Florida).

El 1994, la Biennal de Múnic (Alemanya) li va encarregar una òpera. Tania León va presentar Scourge of hyacinths (Plaga dels jacints), basada en el radioteatre de l'escriptor i premi Nobel Wole Soyinka. Amb aquesta obra va guanyar el premi BMW a la millor òpera nova. Dirigida i dissenyada per Robert Wilson amb la direcció orquestral de León, s'ha presentat més de 22 vegades a Alemanya, Suïssa, França i Mèxic. La cantant Dawn Upshaw va gravar l'ària «Oh, Iemanshá» de l'Scourge of hyacinths en el seu disc The world so wide (de la discogràfica Nonesuch).
La composició de León Horizons, escrita per a l'Orquestra Simfònica NDR d'Hamburg, es va estrenar en el festival Hammoniale de juliol de 1999, dirigida per Peter Ruzicka. L'agost de 2000 es va estrenar als Estats Units en el Festival de Música de Tanglewood, dirigida per Stefan Asbury. Al març de 2002, Tania León la va dirigir amb l'Orquestra Simfònica de Nancy (França).
Les obres gravades per Tania León inclouen Batá, per la Fundació Orquestra Filharmònica, dirigida per David Snell i produïda per George Martin (1926-); Indígena, una col·lecció de música de cambra de León; Carabalí (i Batá) a la discogràfica First Edition Rècords, de la Louisville Orchestra; Ritual, per a piano sol, i el seu arranjament de la cançó El manisero, de Moisès Simons (1889-1945) per a Chanticleer.
Tania León va fer servir poemes del guardonat poeta cubà-estatunidenc Carlos Pintado per a crear Rimas tropicales. Al juny de 2011, el cor San Francisco Girls Chorus ―un dels conjunts vocals més respectats del món, cinc vegades guanyador del premi Grammy― va fer-ne l'estrena mundial.
Al setembre de 2023 s'inicia un període de dos anys en què Tania León serà Compositora en Residència de l'Orquestra Filharmònica de Londres (LPO).

## Premis, honors i reconeixements
El 1998, Tania León va rebre el premi Nova York Governor’s Lifetime Achievement Award, premi a la trajectòria de tota una vida.
Ha rebut doctorats honoraris de la Colgate University (1999) i el Oberlin College i premis de la American Academy of Arts and Letters, la National Endowment for the Arts, la Chamber Music America, NYSCA (Nova York State Council on the Arts), el Lila Wallace/Reader's Digest Fund, ASCAP (American Society of Composers, Authors and Publishers), Meet the Composer i la Fundació Musical Koussevitzky, entre d'altres. El 1998 va ocupar la residència Fromm a l'Acadèmia Estatunidenca a Roma.
León també ha estat resident a Yaddo (patrocinada per una beca de la McArthur Foundation), i en el Centre Bellagio de la Fundació Rockefeller a Itàlia. També ha estat conferenciant visitant a la Universitat Harvard, professora visitant en la Universitat Yale i la Musikschule, a Hamburg (Alemanya).
El 2000, va ser nomenada professora Claire and Leonard Tow al Conservatori de Música del Brooklyn College, on ha ensenyat des de 1985.
- 1991: American Academy and Institute of Arts and Letters
- 1992 i 1995: Meet the Composer/Reader’s Digest Commission
- 1993: American Academy of Arts and Letters recording Grant
- 1994: Nova York State Council Award for the Arts Commission
- 1997: The American Music Center’s Letter of Distinction

El 2010, la seva obra «To and fro (4 moods)», del disc Sons cubans, va rebre un premi Latin Grammy Award com a millor composició clàssica contemporània.
El 2021, León va ser guanyadora del Premi Pulitzer de Música, per la seva obra Stride, la qual va ser estrenada al febrer de 2020 en el Lincoln Center. El jurat va qualificar a l'obra com: "Un viatge musical ple de sorpreses, amb poderosos metalls i motius rítmics que incorporen les tradicions de la música negra dels Estats Units i el Carib en un teixit orquestral occidental".

### Obres de cambra
- 1970: Tones (ballet), orquestra de cambra
- 1972: The beloved (ballet, en col·laboració amb Judith Hamilton), gran ensamble mixt
- 1973: Haiku (ballet), ensamble de percussió, i gran ensamble mixt
- 1979: Latin lights, per a conjunt de cambra
- 1980: Maggie Magalita, gran ensamble mixt; música incidental per a l'obra de teatre de Wendy Kesselman
- 1980: Pet’s suite, flauta i piano
- 1981: Belé (ballet), orquestra de cambra
- 1981: Permutation seven, per a flauta, clarinet, trompeta, violí i violoncel
- 1981: Sonata para violonchelo, per a violoncel i piano
- 1983: Ascend, per a quatre cornetes, tres trombons, tuba i tres percussionistes
- 1983: Four pieces for cello solo, violoncel sol
- 1984: Paisanos semos! (We’s hillbillies), guitarra sola
- 1985: Permutació seven, versió per a conjunt de cambra i públic
- 1986: A la par, per a piano i percussió
- 1988: Parajota delaté, per a flauta, clarinet, violí, violoncel i piano
- 1988: Parajota delaté, versió per a flauta, oboè, clarinet, fagot i piano
- 1989: Journey, per a violí, arpa i flauta
- 1990: To and fro, per a violí i piano
- 1991: Indígena, per a orquestra de cambra
- 1992: Arenas de un tiempo, per a clarinet, violoncel i piano
- 1992: Crossings, per a corneta, quatre trompetes, quatre trombons i tuba
- 1993: Son sonora, per a flauta i guitarra
- 1994: Sin normas ajenas, per a conjunt de cambra
- 1995: Hechizos, per a gran orquestra de cambra
- 1996-1997: De color, per a violí
- 1997: Saoko, per a metalls
- A la par, piano i percussió
- Acana, orquestra de cambra
- Ascend, assembli de metalls
- De color, violí and marimba
- De memorias, quintet de vents
- Dougla, gran assembli mixt
- Drummin' orquestra de cambra
- Entre nos, clarinet, fagot i piano
- Esencia, quartet de cordes
- Indígena, gran assembli mixt
- Parajota delate quintet mixt
- Permutation seven, sextet mixt
- Pet’s suite, flauta i teclats
- Saoko, quintet de metalls
- Sin normas ajenas, gran ensemble mixt
- Son sonora, flauta i guitarra
- 1982: The golden windows, obra de teatre de tres actes, de Robert Wilson; per a gran ensamble mixt.[13]

### Obres orquestrals
- 1980: Concierto criollo, piano, timbala sola (o vuit timbales) i orquestra
- 1980: Pet’s suite
- 1985: Batá
- 1988: Kabiosile, piano i orquestra
- 1991: Carabalí, extravaganza orquestral amb ritmes cubans, i timbri tipus Stravinski
- 1994: Para viola y orquesta, viola sola i orquestra
- 1995: Seven spirituals, per a violí i orquestra
- Des de...
- Horizons
- 2019: Stride, per a orquestra simfònica

### Obres vocals
- 1974: Namiac poems, per a solista, cor i orquestra.
- 1975: Spiritual suite, per a solista, cor, narrador i conjunt instrumental mixt.
- 1980: I Got Ovah, per a soprano, piano i percussió
- 1982: De orishás, ensemble vocal (6 a 12 cantants).
- 1987: Pueblo mulato, per a soprano, oboè, guitarra, contrabaix, percussió i piano
- 1988: Heart of Ours: A Piece, per a cor masculí, flauta, quatre trompetes i dos percussionistes.
- 1989: Batey, per a conjunt vocal i percussió, en col·laboració amb el pianista dominicà Michel Camilo.
- 1990: Journey, per a soprano, flauta i arpa
- 1990: To and fro, per a mezzosoprano i piano
- 1994: Or like a..., per a baríton, violoncel i percussió
- 1996: Singin’ sepia, per a clarinet, violí i piano a quatre mans
- 1997: Bety Neals
- 1997: Sol de doce; per a ensemble vocal (6 a 12 cantants); text: Pedro Mir
- Drume negrita, cor mixt
- El manisero, cor mixt
- Ivo, Ivo, veu aguda i ensemble
- Oh Iemanshá (Mother's Prayer), veu mitjana i ensemble

### Piano sol
- 1966: Ensayos sobre una toccata
- 1966: Preludio n.º 1 («Sorpresa»).
- 1966: Preludio n.º 2 («Pecera»).
- 1987: Ritual
- 1987: Homenaje a Prokofiev
- Momentum

### Òpera
- 1974: La ramera de la cueva (teatre musical), text: M. Pena,
- Sailor’s boat (teatre musical),
- 1994: Scourge of Hyacinths, òpera en dos actes; text: Wole Soyinka

## Pel·lícules
- 1993: The sensual nature of sound. 4 composers: Laurie Anderson, Tania León, Meredith Monk, Pauline Oliveros. Dirigida per Michael Blackwood.